# Gartenschau Freudenstadt/Baiersbronn 2025
Die Gartenschau Freudenstadt/Baiersbronn 2025 ist eine Landesgartenschau in der Stadt Freudenstadt und in der Gemeinde Baiersbronn im Landkreis Freudenstadt in Baden-Württemberg. Sie findet vom 23. Mai bis 12. Oktober 2025 unter dem Motto „Vielfalt im Tal“ statt.

## Konzept
Das Konzept wurde vom Landschaftsarchitekturbüro Planstatt Senner aus Überlingen entwickelt. Das Tal X genannte Gartenschaugelände erstreckt sich auf gut acht Kilometern im Schwarzwald entlang des Forbachs von Freudenstadt nach Baiersbronn. Dabei verbindet es die von historischem Bergbau und früherer Industrialisierung geprägten und landschaftlich hervorstechenden Teilorte Christophstal und Friedrichstal. Neu gestaltet wurde unter anderem der „Märchenpark“ in Baiersbronn, der Wilhelm Hauffs Erzählung „Das kalte Herz“ thematisiert, sowie der Walderlebnisbereich „Bärenschlössle“ im Christophstal, wo früher eine Skisprungschanze stand, mit zwei Röhrenrutschen und ein Naturpfad. In Baiersbronn wurden zudem die Grünanlage rund um die Michaelskirche neugestaltet: Sie umschließt mehrere Weiher und wurde mit einem Holzdeck und Sitzstufen ausgestattet. Die Gartenschau bietet über 1.000 Veranstaltungen.

## Botschafter
Die Gartenschau Tal X wird durch folgende Persönlichkeiten repräsentiert:
- Die Sterneköche Baiersbronns (Nico und Jörg Sackmann (Hotel Sackmann), Claus-Peter Lumpp (Hotel Bareiss), Torsten Michel und Florian Stolte (Schwarzwaldstube/Hotel Traube Tonbach))
- Klaus Fischer, Unternehmer
- Nathalie Armbruster, erste deutsche Gewinnerin der Weltcup-Gesamtwertung der Nordischen Kombination
- Hardy Hermann, ehemaliger Profitänzer und Tanzweltmeister

## Bekanntgabe des Namens
Die Name der Gartenschau ist in Baiersbronn und Freudenstadt mit einer Plakataktion Anfang 2023 angekündigt worden. Hierzu wurden Plakate aufgehängt, auf denen nur ein X und ein Datum aufgedruckt waren. An dem genannten Datum ist der Name Tal X für die Gartenschau bekannt gegeben worden.